# Мямлин, Анатолий Николаевич
Анатолий Николаевич Мямлин (1925—1991) — советский учёный, лауреат государственных премий.

## Биография
Родился 01.04.1925 в Саратове в семье служащего железнодорожной станции. Член КПСС с 1945 г.
Окончил 8 классов средней школы (1941) и вечернюю школу (1945). Во время войны работал электриком: с июля по октябрь 1941 г. на ж.д. станции Саратов-2 и заводе силикатного кирпича, с января 1942 по сентябрь 1945 г. на авиационном заводе № 292.
В 1945—1950 гг. учился на физическом факультете Саратовского университета, после его окончания направлен на работу в ЛИП АН СССР (Институт им. И. В. Курчатова). Разработал первый в СССР многоканальный анализатор для проведения анализа количественного состава радиоактивных элементов в пробе.
С марта 1952 по январь 1953 г. инженер Гидрологической лаборатории АН СССР (ОИЯИ, г. Дубна), разработал ряд приборов для группы Б. М. Понтекорво. В январе 1953 г. переведён в формировавшийся Институт прикладной математики, с 1954 г. зав. отделом. Участвовал в создании, а затем освоении первой в СССР серийной ЭВМ «Стрела».
В 1957‐1962 гг. под его руководством была создана универсальная вычислительная машина «Восток», на тот момент — самая быстродействующая ЭВМ в Европе.
В последующий период участвовал в создании многомашинных комплексов, сетей ЭВМ и многопроцессорных систем.
Умер 05.07.1991 г. в Москве.

## Награды и звания
Доктор технических наук, профессор.
Сталинская премия 1955 года — за создание и освоение первой в СССР серийной ЭВМ «Стрела».
Государственная премия СССР 1977 года — за создание специального центра управления.
- медаль «За доблестный труд в Великой Отечественной войне 1941—1945 гг.» (1945)
- орден Трудового Красного Знамени (11.09.1956).
- медаль «20 лет победы в Великой Отечественной войне 1941—1945 гг.» (1966).
- медаль «50 лет вооруженных сил» (1968).
- медаль «За доблестный труд» (1970).
- орден «Знак Почёта» (09.11.1970).
- орден Трудового Красного Знамени (январь 1976).
- орден Дружбы народов (12.04.1983) — за успешное выполнение заданий Правительства СССР по созданию и производству Единой системы электронных вычислительных машин.
- орден Октябрьской революции (30.12.1990) — за заслуги в создании и проведении испытаний многоразовой космической системы «Буран».

## Семья
Жена — Жукова Нинель Викторовна (1925—2007) — доцент МАИ.
Дочери: Плешанова Любовь Анатольевна (1951) — научный сотрудник ИФА АН СССР; Дробот, Галина Анатольевна (1957—2022) — профессор МГУ, доктор политических наук.